# Kettle Whistle
Kettle Whistle es un álbum recopilatorio de la banda Jane's Addiction. Fue publicado el 4 de noviembre de 1997 por la discográfica Warner Bros.

## Lista de canciones
1. "Kettle Whistle" – 7:47
2. "Ocean Size" (Demo 1988) – 4:31
3. "My Cat's Name Is Maceo" (Demo 1987) – 4:23
4. "Had A Dad" (toma descartada de 1988) – 3:45
5. "So What!" – 4:41
6. "Jane Says" (En vivo, en Irvine Meadows 1991) – 6:31
7. "Mountain Song" (Demo 1986) – 4:08
8. "Slow Divers" (En vivo, en the Roxy 1986) – 4:35
9. "Three Days" (En vivo, en el Hollywood Palladium 1990) – 12:06
10. "Ain't No Right" (En vivo, en el Hollywood Palladium 1990) – 3:23
11. "Up the Beach" (En vivo, en el Hollywood Palladium 1990) – 3:20
12. "Stop!" (En vivo, en el Hollywood Palladium 1990) – 4:23
13. "Been Caught Stealing" (toma descartada de 1989) – 4:20
14. "Whores" (En vivo, en the Pyramid in L.A. 1986) – 3:58
15. "City" (Soul Kiss 1988) – 2:30

- Datos: Q3271169